# Pineville (Arkansas)
Pineville est un village situé dans l’État américain de l'Arkansas, dans le comté d'Izard.